# 张迅
张迅（1958年7月—），男，上海人，中华人民共和国外交官。

## 生平
1982年，毕业于上海外国语学院德法系法语专业，进入中华人民共和国外交部工作，先后在外交部非洲司、驻埃及大使馆、驻毛里塔尼亚大使馆、外交部西亚北非司任职。1999年，挂职云南省麻栗坡县副县长。2000年，任外交部西亚北非司一等秘书，后升任处长、参赞、副司长。2007年6月，出任中华人民共和国驻毛里塔尼亚大使。2010年，任外交部大使。2011年8月，出任中华人民共和国驻叙利亚大使。2014年，任南南合作促进会秘书长。2015年10月，出任中华人民共和国驻塞内加尔大使。2020年8月，自驻塞内加尔大使离任。

## 家庭
已婚，有一女。

## 荣誉

### 外国勋章奖章
- 国家雄狮指挥官勋章（英语：National Order of the Lion）（塞内加尔，2020年8月3日颁发[8]）